# Gång på gång
"Gång på gång" är en svensk poplåt från 1969 skriven av Bo-Göran Edling (text) och Staffan Ehrling (musik). Sten Nilsson framförde den i Melodifestivalen 1969 där den slutade på tredje plats med tretton poäng. Den dirigerades av Mats Olsson.
Nilsson släppte låten som singel 1969 på Decca med "Se hur himlen lyser röd" som B-sida. Den tog sig in på Svensktoppens fjärde plats den 4 maj 1969 och stannade två veckor på listan, den sista på plats sju. Den tog sig inte in på Svenska singellistan.
Låten finns med på Sten och Stanleys samlingsalbum Jag vill vara din, Margareta (1997) samt på Festivalfavoriter (2007) med blandade artister.

## Låtlista
Sida A
1. "Gång på gång"

Sida B
1. "Se hur himlen lyser röd"